# Wola Buchowska

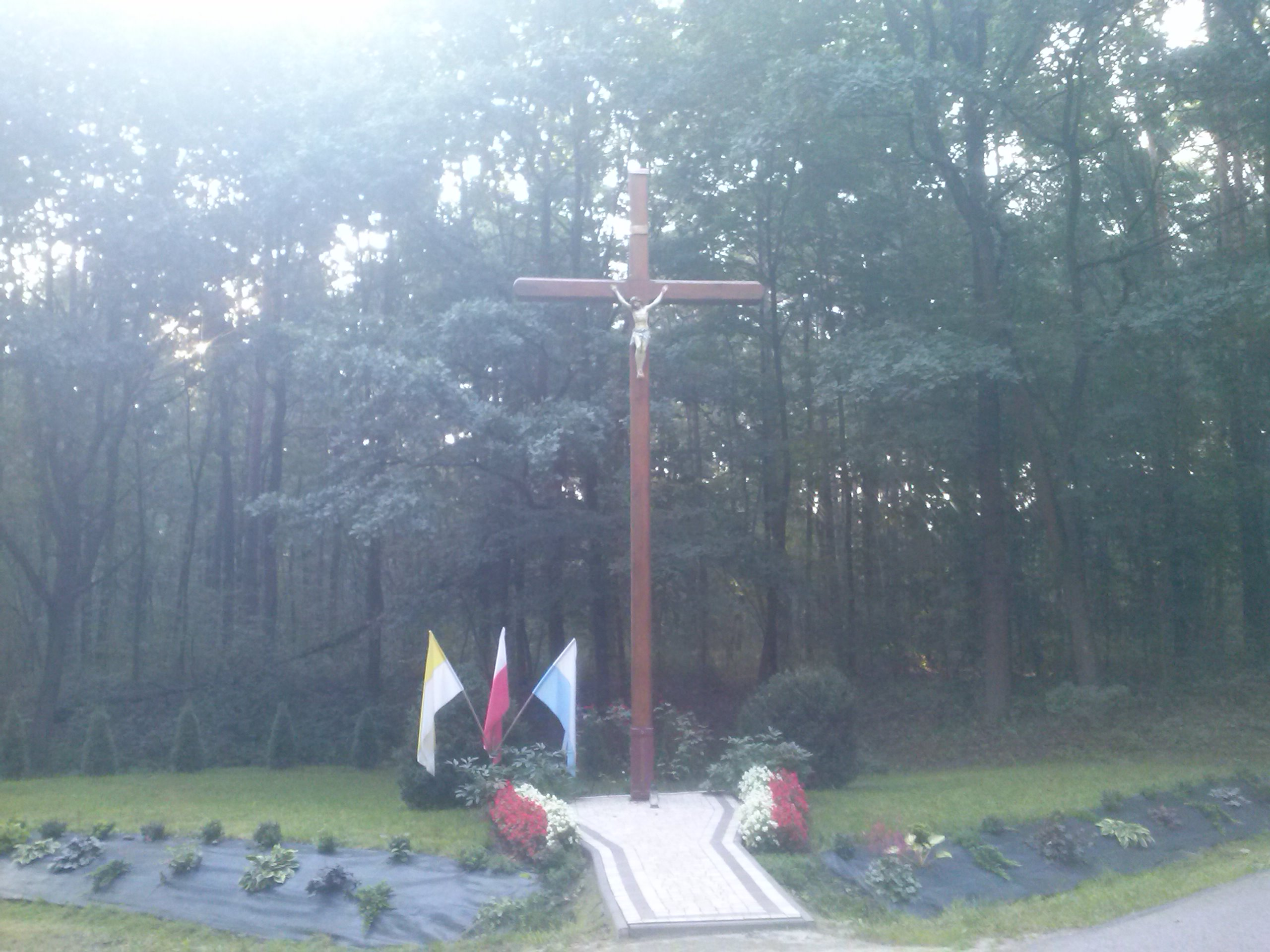
Krzyż przydrożny na Przymiarkach

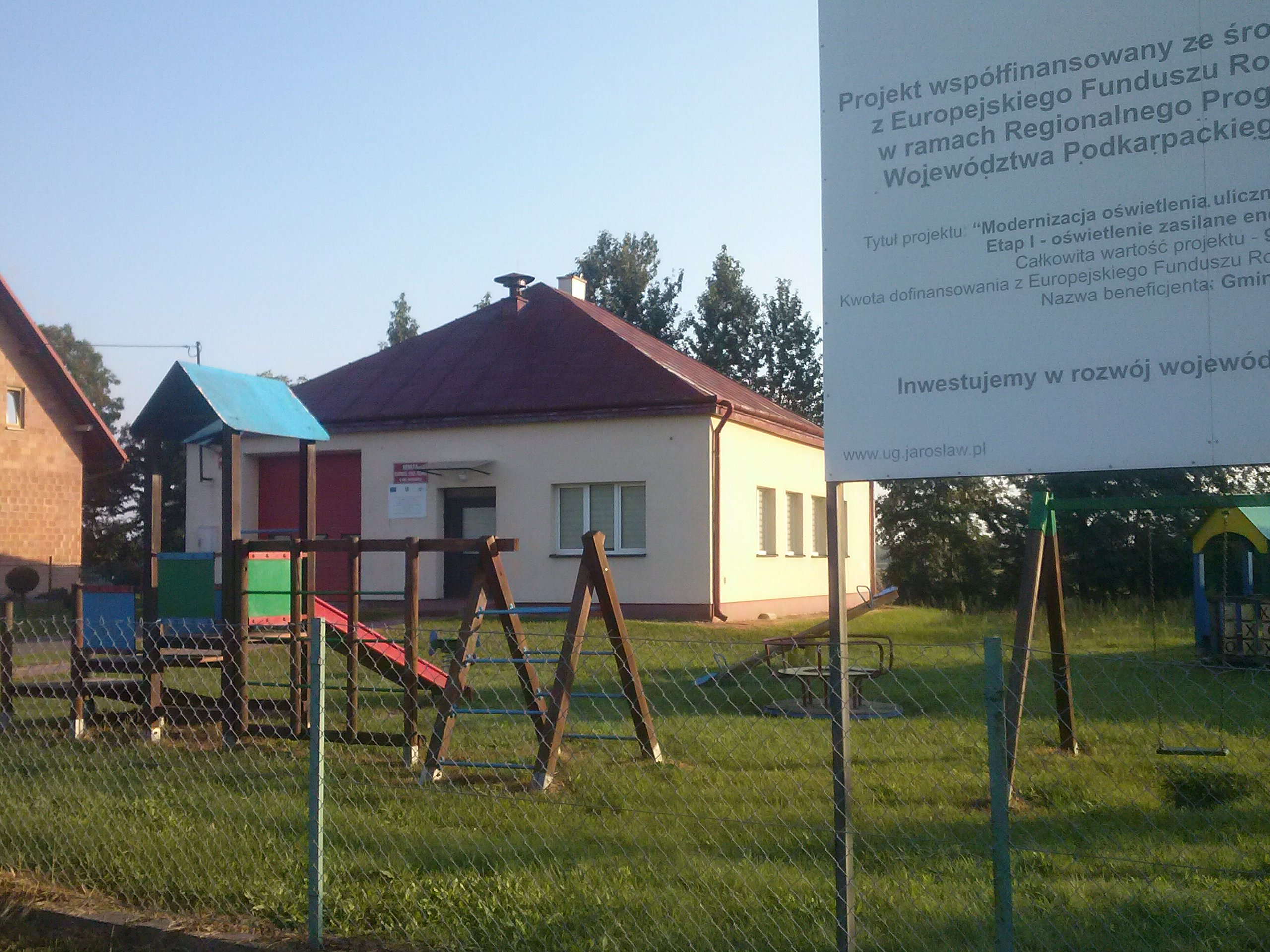
Strażnica OSP w Dąbrowie

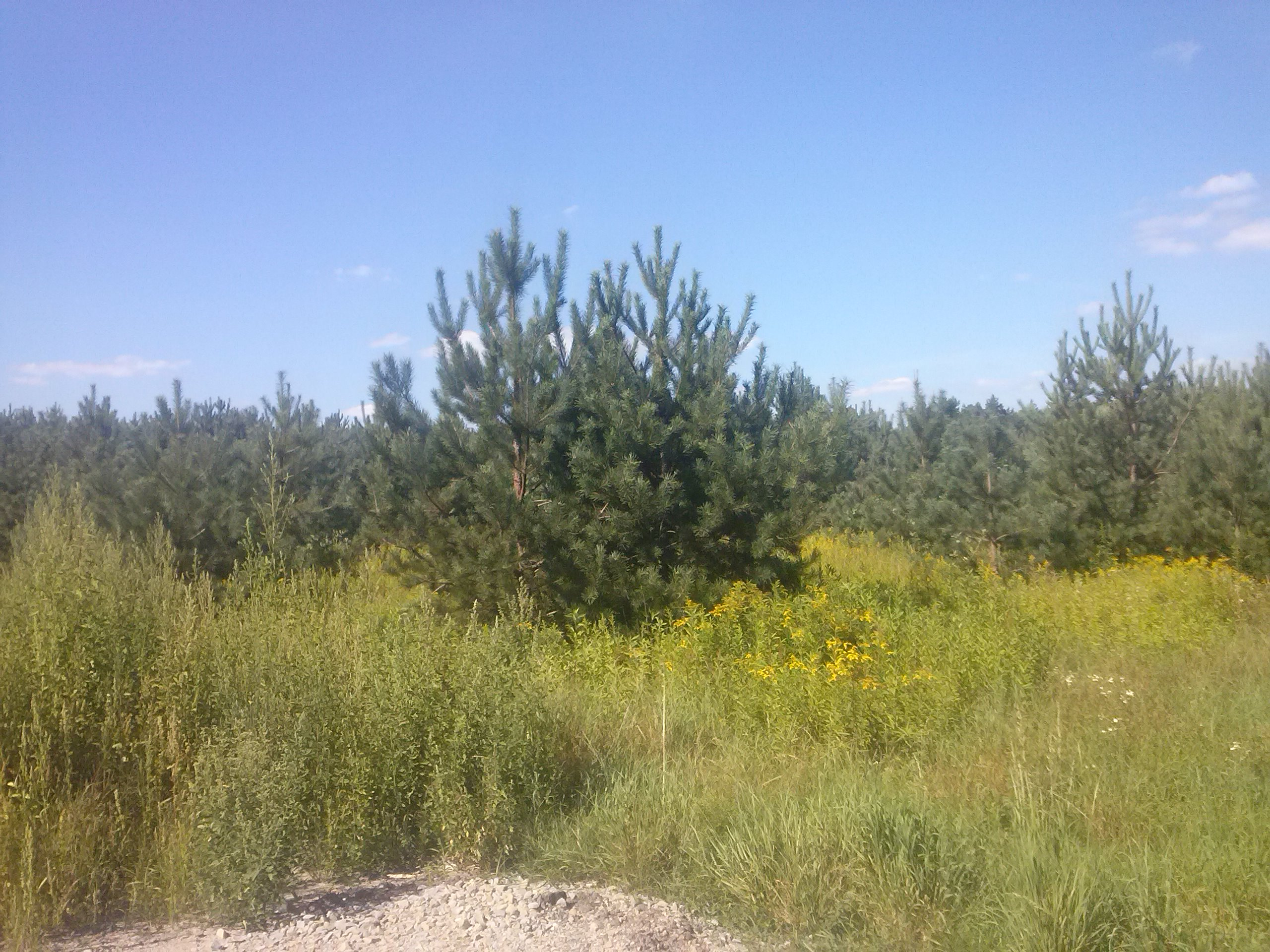
Nowe zalesienia w Dąbrowie

Wola Buchowska – wieś w Polsce, położona w województwie podkarpackim, w powiecie jarosławskim, w gminie Jarosław.
Prywatna wieś szlachecka, położona w województwie ruskim, w 1739 roku należała do klucza Jarosław Lubomirskich. W latach 1975–1998 miejscowość administracyjnie należała do województwa przemyskiego.
| SIMC    | Nazwa      | Rodzaj     |
| ------- | ---------- | ---------- |
| 0603595 | Dąbrowa    | część wsi  |
| 0603610 | Florki     | przysiółek |
| 0603603 | Lisie Jamy | część wsi  |
| 0603626 | Ostrówek   | przysiółek |

## Historia
Początki osadnictwa na tym terenie są związane z odkryciem archeologicznym monet rzymskich sprzed około 100 lat p.n.e, gdy przez te tereny przechodził starożytny solno-bursztynowy, bałtycko-czarnomorski szlak kupiecki. Pierwsza wzmianka o wsi Buchowska pojawiła się w dokumentach z 1397 roku, o których wspomina Schematyzm Greckokatolickiej Eparchii Przemyskiej w opisie parochii Dębno: (Gramota najdawniejsza na dotacijo sjej parohij nachoditsja w aktach parohijalnych z 1397 Vladislaus Dei Gratia Rex Poloniae. Dawnijszimi czasami mal „Buchowska paroch”, otdilne pastwisko poznijsze priłuczeno do gromadskogo).
Wieś powstała przy końcu XVI wieku, jako Wola Leżachowska. Nazwa „Wola” oznaczała wolność na wiele lat od czynszów na rzecz dworu i dziedzica w celu zagospodarowania się nowych osadników na nowym terenie. Wole i Wólki zaczęły powstawać w Polsce już od XIII wieku; wieś otrzymywała też drugi człon przymiotnikowy od nazwy macierzystej wsi (w której terytorium była wcześniej jako maleńka osada-przysiółek) lub od nazwiska pierwszego osadnika-założyciela.
Przydatnym źródłem wiedzy o historii miejscowości są regestra poborowe z XVI i XVII wieku, które zapisali poborcy podatkowi ziemi przemyskiej. 5 lipca 1594 roku Wolę Pozowską alias Leżachowską i inne wsie, otrzymała Katarzyna Sieniawska, a w 1606 roku przejęła je Anna Ostrogska. W 1636 roku tereny te otrzymał Stanisław Lubomirski. W 1642 roku po raz pierwszy w rejestrach pogłównego wzmiankowana jest Wola Buchowska należąca do klucza dóbr Jarosławskich. W 1674 roku było 48 domów.
Nazwa pochodzi prawdopodobnie od nazwiska „Buchowskich” czy też od osadników pochodzących z wsi „Buchowycze” (w rejonie Lwowskim), lub od „Buchty” części Manasterza położonej u ujścia Lubaczówki do Sanu (w jęz. niemieckim słowo „Buchta” oznaczało port rzeczny). W rejestrze podymnego z 1711 roku była wzmiankowana Posańska Wola alias Buchow.
W połowie XVII wieku mieszkało w Woli Buchowskiej 18 rodzin zagrodniczych i 7 komorników; w latach 1648–1649 tereny te spustoszyli Tatarzy, a następny najazd Tatarski był w 1672 roku po, którym pozostało tylko 15 domów. Od 1613 roku dobra Jarosławskie objął Stanisław Lubomirski, który otrzymał majętności ⅓ Jarosławia i 12 wsi z folwarkami jako posag żony Zofii Ostrogskiej. W 1681 roku puszczono wieś w dzierżawę pani Grabskiej, a było wtedy 1000 zagonów ziemi; inwentarz dóbr Sanguszków z 1724 roku wymienia 17 nazwisk i ilość posiadanych zagonów ziemi. Ostatnia z linii rodowej Marianna Lubomirska została poślubiona za Janusza Aleksandra Sanguszkę, który 7 grudnia 1753 roku dokonał Transakcji kolbuszowskiej, na mocy której majętności te przeszły na Czartoryskich. W 1880 roku było zamieszkałych 555 ludzi, a w 1890 roku było 621 ludzi. W połowie XIX wieku według austriackiej mapy katastralnej obecny przysiółek Dąbrowa był nazywany: „Bernardyńska”, a Załuże wówczas jeszcze nie istniało (zostało założone później).
W 1900 roku w 123 domach mieszkało 679 ludzi. Ostatnim właścicielem był Witold Czartoryski aż do reformy rolnej w 1944 roku.
Ludność wyznania rzymskokatolickiego należała do parafii w Gniewczynie Łańcuckiej (w 1860 roku było 325 wiernych), a później do parafii w Wólce Pełkińskiej, która powstała w 1924 roku (w 1927 roku było 610 wiernych). W 1945 roku powstała rzymskokatolicka parafia w Gorzycach i część Woli Buchowskiej (Ostrówek i Załuże) została przydzielona do parafii Gorzyckiej. Ludność unicka należała do greckokatolickiej cerkwi pw. Podwyższenia Krzyża Świętego w Gorzycach (w 1875 roku było 121 wiernych, a w 1937 roku było 210 wiernych).
W 1897 roku wybrana została zwierzchność gminna, której naczelnikiem został Kazimierz Janas, a w 1902 roku w 123 domach było 679 mieszkańców. Wieś należała do obszaru dworskiego Czartoryskich w Pełkiniach. W 1921 roku w Woli Buchowskiej było 107 domów (w tym 27 domów w przysiółku Ostrówek).
W lipcu 1944 roku w walce powietrznej nad wsią został zestrzelony pilot radziecki Aleksandr Pawłowicz Synicyn (odznaczony orderem Bohatera Związku Radzieckiego). W lipcu 1970 roku odsłonięto pomnik ku jego czci.
2 marca 1945 roku partyzanci dokonali mordu na trzech grekokatolikach. W kwietniu 1945 roku z Gorzyc i Woli Buchowskiej na Ukrainę wysiedlono 181 mieszkańców z 39 domów.
W latach 1954–1968 wieś należała go gromady Wólka Pełkińska, a po jej zlikwidowaniu w latach 1969–1972 do gromady Pełkinie. Od 1973 roku Wola Buchowska należy do Gminy Jarosław. W 1952 roku założono Ochotniczą Straż Pożarną, a w 1971 roku oddano do użytku remizo-świetlicę.
W latach 1886–2010 we wsi istniała szkoła podstawowa.

## Sport
W Woli Buchowskiej działa klub sportowy Ostrovia Wola Buchowska. Został on utworzony w 2007 roku. „Ostrovia” od sezonu 2021/2022 do 2023/2024 grała w klasie „A” grupy przeworskiej.
| Tabela rozgrywek ligowych: „Ostrovia Wola Buchowska” (2009–2024) | Tabela rozgrywek ligowych: „Ostrovia Wola Buchowska” (2009–2024) | Tabela rozgrywek ligowych: „Ostrovia Wola Buchowska” (2009–2024) | Tabela rozgrywek ligowych: „Ostrovia Wola Buchowska” (2009–2024) | Tabela rozgrywek ligowych: „Ostrovia Wola Buchowska” (2009–2024) | Tabela rozgrywek ligowych: „Ostrovia Wola Buchowska” (2009–2024) | Tabela rozgrywek ligowych: „Ostrovia Wola Buchowska” (2009–2024) | Tabela rozgrywek ligowych: „Ostrovia Wola Buchowska” (2009–2024) | Tabela rozgrywek ligowych: „Ostrovia Wola Buchowska” (2009–2024) | Tabela rozgrywek ligowych: „Ostrovia Wola Buchowska” (2009–2024) |
| Sezon                                                            | Pozycja                                                          | Liga                                                             | Pkt                                                              | Mecze                                                            | Mecze                                                            | Mecze                                                            | Bramki                                                           | Bramki                                                           | Awanse Spadki                                                    |
| Sezon                                                            | Pozycja                                                          | Liga                                                             | Pkt                                                              | zwy.                                                             | rem.                                                             | por.                                                             | zdob.                                                            | stra.                                                            | Awanse Spadki                                                    |
| ---------------------------------------------------------------- | ---------------------------------------------------------------- | ---------------------------------------------------------------- | ---------------------------------------------------------------- | ---------------------------------------------------------------- | ---------------------------------------------------------------- | ---------------------------------------------------------------- | ---------------------------------------------------------------- | ---------------------------------------------------------------- | ---------------------------------------------------------------- |
| 2008/2009                                                        | 1                                                                | Klasa B - grupa jarosławska I                                    | 49                                                               | 16                                                               | 1                                                                | 5                                                                | 55                                                               | 26                                                               | awans do Kl. A                                                   |
| 2009/2010                                                        | 9                                                                | Klasa A - grupa jarosławska                                      | 37                                                               | 10                                                               | 7                                                                | 13                                                               | 50                                                               | 55                                                               |                                                                  |
| 2010/2011                                                        | 11                                                               | Klasa A - grupa jarosławska                                      | 33                                                               | 10                                                               | 3                                                                | 17                                                               | 47                                                               | 71                                                               |                                                                  |
| 2011/2012                                                        | 15                                                               | Klasa A - grupa jarosławska                                      | 23                                                               | 6                                                                | 5                                                                | 19                                                               | 45                                                               | 85                                                               | spadek do Kl. B                                                  |
| 2012/2013                                                        | 2                                                                | Klasa B - grupa jarosławska I                                    | 47                                                               | 14                                                               | 5                                                                | 3                                                                | 89                                                               | 31                                                               | awans do Kl. A                                                   |
| 2013/2014                                                        | 16                                                               | Klasa A - grupa jarosławska                                      | 19                                                               | 4                                                                | 7                                                                | 19                                                               | 32                                                               | 77                                                               | spadek do Kl. B                                                  |
| 2014/2015                                                        | 3                                                                | Klasa B - grupa jarosławska I                                    | 48                                                               | 15                                                               | 3                                                                | 6                                                                | 83                                                               | 37                                                               |                                                                  |
| 2015/2016                                                        | 7                                                                | Klasa B - grupa jarosławska I                                    | 28                                                               | 9                                                                | 1                                                                | 12                                                               | 52                                                               | 52                                                               |                                                                  |
| 2016/2017                                                        | 1                                                                | Klasa B - grupa jarosławska I                                    | 42                                                               | 13                                                               | 3                                                                | 2                                                                | 76                                                               | 27                                                               | awans do Kl. A                                                   |
| 2017/2018                                                        | 13                                                               | Klasa A - grupa jarosławska                                      | 28                                                               | 8                                                                | 4                                                                | 18                                                               | 57                                                               | 100                                                              | spadek do Kl. B                                                  |
| 2018/2019                                                        | 6                                                                | Klasa B - grupa jarosławska I                                    | 20                                                               | 6                                                                | 2                                                                | 10                                                               | 33                                                               | 51                                                               |                                                                  |
| 2019/2020                                                        | 6                                                                | Klasa B - grupa jarosławska                                      | 22                                                               | 6                                                                | 4                                                                | 3                                                                | 32                                                               | 17                                                               |                                                                  |
| 2020/2021                                                        | 2                                                                | Klasa B - grupa przeworska                                       | 48                                                               | 15                                                               | 3                                                                | 4                                                                | 65                                                               | 25                                                               | awans do Kl. A                                                   |
| 2021/2022                                                        | 9                                                                | Klasa A - grupa przeworska                                       | 33                                                               | 11                                                               | 0                                                                | 15                                                               | 46                                                               | 66                                                               |                                                                  |
| 2022/2023                                                        | 9                                                                | Klasa A - grupa przeworska                                       | 34                                                               | 11                                                               | 1                                                                | 14                                                               | 47                                                               | 87                                                               |                                                                  |
| 2023/2024                                                        | 13                                                               | Klasa A - grupa przeworska                                       | 13                                                               | 4                                                                | 1                                                                | 21                                                               | 26                                                               | 108                                                              |                                                                  |
| źródło: 90mnut.pl (2009–2024)                                    |                                                                  |                                                                  |                                                                  |                                                                  |                                                                  |                                                                  |                                                                  |                                                                  |                                                                  |

## Osoby związane z miejscowością
- o. Krystyn Kusy (1943–2020) – zakonnik Franciszkanów Reformatów[16].
- Stanisław Perykasza (1947–2002) – malarz i rzeźbiarz.